# Äggrundet, Åland
Äggrundet är en ö i Åland (Finland). Den ligger i Skärgårdshavet och i kommunen Vårdö i landskapet Åland, i den sydvästra delen av landet. Ön ligger omkring 40 kilometer nordöst om Mariehamn och omkring 240 kilometer väster om Helsingfors.
Öns area är 4,2 hektar och dess största längd är 300 meter i sydöst-nordvästlig riktning.